# Dennis Lawrence
Dennis William Lawrence (Morvant, 1º agosto 1974) è un allenatore di calcio ed ex calciatore trinidadiano, di ruolo difensore, ex ct della Nazionale trinidadiana.

## Carriera

### Club
Il 5 febbraio 2001 ha firmato per il Wrexham, club con cui esordì il 17 marzo 2001 come centravanti.
Vinse il premio di Giocatore dell'anno al Wrexham nella stagione 2003-2004.

### Nazionale
Ha esordito con la Nazionale trinidadense durante le Qualificazioni al campionato mondiale di calcio 2002.
Ha segnato il gol partita al 49' nella vittoria per 1-0 sul Bahrain durante le qualificazioni per Germania 2006. Allo scoccare del cinquantesimo minuto, sigla il gol da un corner sulla sinistra e consegna la sua nazionale al mondiale

### Allenatore
Nel febbraio 2017 viene nominato commissario tecnico nella nazionale di calcio di Trinidad e Tobago in sostituzione del dimissionario Tom Saintfiet.